# ブリーフ&トランクス
ブリーフ&トランクス（ブリーフアンドトランクス、略称ブリトラ）は、日本の音楽ユニット。解散・再結成を経て、2023年以降は伊藤多賀之のソロユニットとして活動。

## 概要
静岡県出身で、高校の同級生だった伊藤多賀之と細根誠によって結成。「半径5メートル以内の日常生活」を楽曲のテーマとしている。
作風は、一見爽やかなハーモニーとメロディーに乗せた、日常のあるあるネタや実話、時おり下ネタ・ブラックジョークをも含むコミックソングと思われがちだが、ラブソングやシリアスな楽曲も存在する。作詞・作曲は主に伊藤が担当している。
音楽ジャンルはコミックソングやネオフォークと分類されることが多いが、それらにあまり影響を受けておらず、本人はグループ名も含めサイモン&ガーファンクル、加えてクラシック音楽の影響が強いと語っている。
1998年5月21日、DAIPRO-Xよりシングル『さなだ虫』でメジャーデビュー。
2000年12月31日、伊藤の難病により音楽活動の継続が困難となりユニット解散。解散後、伊藤は病気療養と並行しつつソロ活動。
2012年、再結成を発表。2015年まで自主レーベルで活動したのち、2015年8月3日、オーディション番組『THEビッグチャンス』（フジテレビ系列）のボーカルオーディション企画で優勝し、2016年にポニーキャニオンより再メジャーデビュー。
2022年6月12日をもって細根がユニットを卒業し、事実上のソロユニットとなる。

## メンバー
伊藤多賀之（いとう たかゆき、1976年8月31日（48歳） - ） - ボーカル・ギター
静岡県伊東市出身。伊東市立門野中学校卒業。静岡県立韮山高等学校卒業。ブリトラの活動は主に伊藤が作詞・作曲・編曲・メインボーカル・演奏・映像編集・プロデュースなどを行なう。

### 元メンバー
細根誠（ほそね まこと、1976年4月14日（49歳） - ） - ボーカル
静岡県駿東郡長泉町に生まれ田方郡函南町で育つ。静岡県立韮山高等学校、東京農業大学農学部国際農業開発学科卒業。
2009年、東京都新宿区に「しろくま生花店」をオープン。
ほとんどの楽曲でハーモニーパートを担当する。 2022年6月12日のZepp Yokohamaライブを以てブリーフ＆トランクスを卒業。

## 来歴

### メジャーデビュー前
1993年結成。同年の学園祭にて初ライブを行う。
1995年、慶應義塾大学に落ちた伊藤が、後にアルバムに収録される「お尻にフォーク」「小フーガハゲ短調」のデモテープをレコード会社10社に送る。うち5社から声がかかり、上京を決める。
1996年、渋谷を中心に都内でライブ活動を展開。1997年、フジテレビ『HEY!HEY!HEY!』HEY1GPコーナーでテレビ初出演。

### メジャーデビュー後〜解散
1998年5月21日、シングル『さなだ虫』でメジャーデビュー。1998年11月11日午後11時13分頃、東京FMの『ミリオンナイツ』で「さなだ虫」が番組内で初OAされ、大ブレイクのきっかけとなった。その後、「青のり」「石焼イモ」などの楽曲も、有線・ラジオでリクエストが増えるなどしてヒット。テレビへの出演も増えていった。同じ1998年にはゆずもメジャーデビューしており、その比較として「黒いゆず」とも呼称された。
当時の所属事務所の方針で一般的なライブハウスでのライブは解散まで行わず、一方でインストアライブを2ヵ月で80本というハイペースで行っていた。2000年4月から9月にかけてはTOKYO-MX『電リク!BEAT BOX!』でMCを担当。
2000年12月31日、ユニット解散。解散までにシングル10枚・アルバム5枚（うち1枚は解散直前に発売されたベストアルバム）・ビデオ4本を発売した。解散理由は、「伊藤がクローン病（厚生労働省指定の難病）を発症し、内臓が弱くなり入退院を繰り返しており、過密なスケジュールをやりくりできなくなったため」と発表している（ただし解散当時は伊藤の入院は明かされていたものの、病名を含め詳細が伏せられていた）。

### 解散後
解散後、伊藤は病気療養と並行しつつソロシンガーとして活動。一方、細根は音楽活動を停止。解散後も伊藤とはメールのやり取りを続けていた。
2008年8月31日、伊藤がソロライブ「青のり前歯について10周年スペシャル」を開催する際、細根に「一曲歌わない?」と声を掛けた。細根は仕事の都合で断ったが、代わりに細根が伊藤に送ったビデオレターが上映された。
2009年、細根が開店した生花店のオープニングパーティーに伊藤が登場し、9年ぶりに二人で歌唱した。その後「ブリトラ没後10年特別企画！合同慰霊祭2010」に細根が登場。
2011年8月5日、伊藤のソロライブ「ひーとりきりっていいよね」で細根が11年ぶりに「小物ゲスト」として登場し、一日限定でブリーフ&トランクスが復活した。

### 再結成

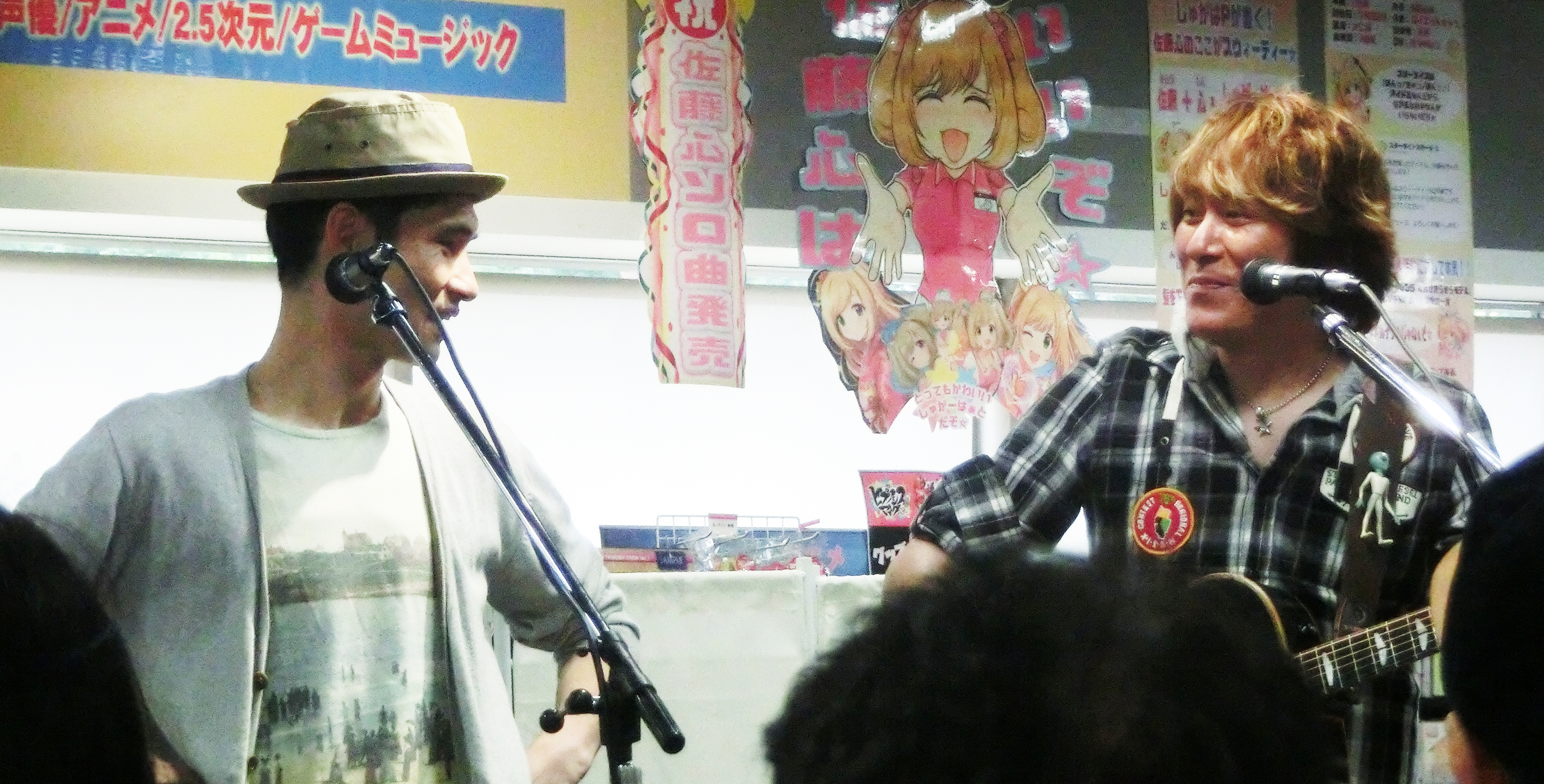
再結成後のデュオ時代（2018年）

2012年3月12日、動画共有サイトYouTubeの伊藤の公式チャンネルにて、ブリーフ＆トランクス再結成を発表。7月11日に再結成後初のシングル『ゴールデンボール』をリリース。2012年7月21日、ライブ「ブリトラ大復活祭2012」をShibuya O-EASTにて開催。2012年11月18日に名古屋CLUB QUATTRO、11月24日にESAKA MUSE、2013年1月3日にZepp Tokyoで、初の全国ツアー開催。
2013年5月22日、13年ぶりとなるニューアルバム『グッジョブベイベー』リリース。6〜7月に全国ツアー開催。最終公演は7月28日に渋谷公会堂にて開催。
2014年6月7日、EXシアター六本木にて「セレブリトラコンサート2014」開催。
2015年3月25日、2年ぶりとなる7thアルバム『ブリトラ道中膝栗毛』リリース。ジャケットの写真は、伊藤の出身地である静岡県伊東市で撮影された。2015年4月2日、赤坂BLITZにて「ブリトラブリッツブリブリ祭り2015」開催。
2015年6月27日、ライブDVD『ブリブリ祭り2015』リリースと同時に、クラブeX品川プリンスホテルにて「マニア向けリリースパーティー!」開催。

### 再メジャーデビュー
2015年8月3日、オーディション番組『THE ビッグチャンス』（フジテレビ系列）の企画「もう一度歌いたい! ボーカルオーディション」で、前田由紀、大河内美紗を押さえ優勝。ポニーキャニオンより再メジャーデビューすることが決定。
2016年3月2日、8thアルバム『ブリトラ依存症』リリース。
2016年4月23日、品川ステラボールにて「ブリトラ超大復活祭2016〜メジャー復帰アルバム発売記念スペシャル〜」開催。7月には名古屋・大阪にて「ふたりきりっていいよね2016」を開催。
2016年9月21日、ライブDVD『ブリトラ超大復活祭2016』リリース。
2017年5月17日、9thアルバム『手のひらを満月に』リリース。
2017年7月9日から、満月の日にマンスリーでブリトラ主催イベントを開催。7月はINGRY’S、8月はイガグリ千葉（仙台貨物）、9月はどぶろっく、10月は吉田山田、11月は藤岡藤巻を招く。
2018年3月21日、デビュー20周年を記念したスペシャルベストアルバム『ブリトラBESTバイブル』を3形態同時リリース。
2018年5月19日、マイナビBLITZ赤坂にて「ブリトラスーパーBEST祭り2018〜デビュー20周年記念スペシャルライブ！〜」開催。
2018年7月21日、22日、大阪バナナホール・名古屋RAD HALLにて「ふたりきりっていいよねBESTツアー2018」開催。
2018年9月19日、ライブDVD『ブリトラスーパーBEST祭り2018』発売。
2018年12月31日、ポニーキャニオンから卒業。

### 自主レーベルにて再始動
2019年5月22日発売の11thアルバム『ブリトラ埋蔵金』で再始動。2020年4月には「遠隔でハモってみました。パインパン/ブリーフ&トランクス」と題し、「パインパン」という曲で伊藤の歌声に細根がモニター越しにハモる動画が公開された。2020年9月23日、12thアルバム「パペピプペロペロ」発売。
2022年1月6日、YouTubeおよび公式サイトにおいて、2022年6月12日のZepp Yokohama公演「ブリトラファイナルハーモニー2022」を以って細根が再び生花業に専念するために卒業することが発表された。2022年6月8日、2人体制としては最後のアルバム『ブリトラ埋蔵金ファイナル』発売。同年11月2日『ブリトラファイナルハーモニー2022』のDVD・ライブCD・写真集をトリプルリリース。
2024年8月31日、1998年から2000年までにリリースされた楽曲全86曲を「26周年スペシャルリマスター」として一挙配信＆サブスク解禁。
ボーラストラックには「犬女」や「外反母趾」などのリメイクバージョン、「青のり」「さなだ虫」「コンビニ」「石焼イモ」などのライブバージョンを収録。
2024年9月8日、コーラス2名を追加した多数のサポートメンバーを迎え、新生ブリーフ＆トランクスとしての初ライブ「ブリトラ完全リニューアル祭り2024」をSpotify O-EASTにて開催。

## ディスコグラフィー

### シングル
|      | リリース日     | タイトル                   | 品番      | 収録曲 | 備考 |
| ---- | -------------- | -------------------------- | --------- | --- | --- |
| 1st  | 1998年5月21日  | さなだ虫                   | DXDL-35   | さなだ虫 長ぐつをはいた僕 さなだ虫（オリジナルカラオケ）                                                             | 1stアルバム先行シングル。 |
| 2nd  | 1998年8月5日   | 二人のひみつ               | DXDL-38   | 二人のひみつ 柔突起 二人のひみつ（オリジナルカラオケ）                                                               | 1stアルバムからのシングルカット。                                                                                               |
| 3rd  | 1998年11月6日  | 青のり                     | DXDL-45   | 青のり 風のとらえかた 青のり（オリジナルカラオケ）                                                                   | 2ndアルバム先行シングル。 |
| 4th  | 1999年3月3日   | 遠足                       | DXDL-56   | 遠足 外反母趾 BURI BURI BURITORA BURI DANCE!                                                                         | 2ndアルバムからのシングルカット。                                                                                               |
| 5th  | 1999年8月25日  | ひとりのうた               | DXDL-64   | ひとりのうた カテキン ひとりのうた（オリジナルカラオケ細根くんハモリ付き）                                           | 3rdアルバム先行シングル。 |
| 6th  | 1999年11月20日 | コンビニ                   | DXCL-1001 | コンビニ 犬女 デザイア                                                                                               | 3rdアルバムからのシングルカット。                                                                                               |
| 7th  | 2000年1月21日  | 石焼イモ                   | DXCL-1002 | 石焼イモ プチプチ 島と星のキョリ                                                                                     | 3rdアルバムからのシングルカット。                                                                                               |
| 8th  | 2000年4月21日  | ペチャパイ                 | DXCL-1003 | ペチャパイ さなだ虫2000 星占い                                                                                       | 4thアルバム先行シングル。 |
| 9th  | 2000年7月26日  | 権力ハニー〜夏バージョン〜 | DXCL-1006 | 権力ハニー〜夏バージョン〜 痛ーっ! 突然の来客                                                                        | 4thアルバムからのシングルカット。                                                                                               |
| 10th | 2000年10月4日  | プチプチ〜違うバージョン〜 | DXCL-1008 | プチプチ〜違うバージョン〜 スリッパ イメージ                                                                         | 4thアルバムからのシングルカット。                                                                                               |
| 11th | 2012年7月11日  | ゴールデンボール           | DQC-925   | ゴールデンボール 青のり（Acoustic Live 2011) ゴールデンボール（朗読） ゴールデンボール（細根くんハモり付きカラオケ） | 再結成後初のシングル。 |
| 12th | 2014年6月4日   | メラメラスクリーム         | DQC-1287  | メラメラスクリーム ホルモンを飲む瞬間 第1回ブリトラしりとり大会 メラメラスクリーム（ハモり付きカラオケ）             | ブリトラ初のファルセットボイスを多用した新境地。 「ホルモンを飲む瞬間」は伊藤のソロ時代の曲をブリトラバージョンとしてリメイク。 |

- 1st - 5thシングルは8cmシングル、6thシングル以降はマキシシングルである。
- 1st - 5thシングルは基本的に、アルバムからのシングルカット（または先行リリース）2曲と、1曲目のオリジナルカラオケの計3曲を収録している。
  - 4thシングル「遠足」はオリジナルカラオケが無く、3曲目はアルバム未収録曲である。
  - 5thシングル「ひとりのうた」の3曲目は細根のハモリパートが入ったオリジナルカラオケであり、3曲目前のギャップ部分に細根のメッセージも入っている。
- 6th - 10thシングルは基本的にアルバムからのシングルカット（または先行リリース）1曲とアルバム未収録曲2曲の計3曲を収録している。
  - 7thシングル「石焼イモ」の2曲目は4thアルバムに収録されている。
  - 8thシングル「ペチャパイ」の2曲目は「さなだ虫」の歌詞を変えたもので、アレンジ版が4thアルバムに収録されている。

### アルバム
|          | リリース日     | タイトル                                                   | 品番                                      |
| -------- | -------------- | ---------------------------------------------------------- | ----------------------------------------- |
| 1st      | 1998年6月3日   | ブリトラ                                                   | DXCL-20 VSCD-3180                         |
| 2nd      | 1998年11月21日 | 戦後最大のハーモニー                                       | DXCL-28 VSCD-3181                         |
| 3rd      | 1999年9月1日   | ボクらのエキス                                             | DXCL-37 VSCD-3182                         |
| 4th      | 2000年5月1日   | ブリトラの反乱                                             | DXCL-42 VSCD-3183                         |
| 5th      | 2000年12月6日  | BURITORA GOLDEN BEST                                       | DXCL-45 VSCD-3184                         |
| 6th      | 2013年5月22日  | グッジョブベイベー                                         | DQC-1064                                  |
| 7th      | 2015年3月25日  | ブリトラ道中膝栗毛                                         | DQC-1457                                  |
| 8th      | 2016年3月2日   | ブリトラ依存症                                             | SCCA-00038（限定盤） PCCA-04343（通常盤） |
| 9th      | 2017年5月17日  | 手のひらを満月に                                           | SCCA-00049（限定盤） PCCA-04529（通常盤） |
| 10th     | 2018年3月21日  | ブリトラBESTバイブルⅠ~家族で聴いても恥ずかしくない曲集~    | PCCA-04647                                |
| 10th     | 2018年3月21日  | ブリトラBESTバイブルII~ひとりでこっそり聴いた方がいい曲集~ | PCCA-04648                                |
| 10th     | 2018年3月21日  | ブリトラBESTバイブル〜罪と罰〜                             | SCCA-00065（限定盤）                      |
| 11th     | 2019年5月22日  | ブリトラ埋蔵金（CD＋DVD）                                  | DQC-1629                                  |
| 12th     | 2020年9月23日  | パペピプペロペロ（CD＋DVD）                                | DQC-1646                                  |
| 13th     | 2022年6月8日   | ブリトラ埋蔵金ファイナル                                   | DQC-1663                                  |
| ライブ盤 | 2022年11月2日  | ブリトラファイナルハーモニー2022                           | FMC-01（通販、会場限定販売）              |
| 企画盤   | 2024年9月8日   | ブリトラリニューアルビッグミニ                             | FMC-02（通販、会場限定販売）              |

- 2014年7月30日に1st - 5thアルバムを下記ボーナストラックとDVDを加えた復刻版（CD+DVD）としてVIVID SOUNDより再発売[16]。
  - 1st - 10thシングルのアルバム未収録曲をカラオケも含め全てボーナストラックとして収録。
  - 下記1st - 4thビデオの映像をほぼ全て収録したDVDを附属。

### ビデオ(VHS/DVD)
|      | リリース日     | タイトル                         | 品番       |
| ---- | -------------- | -------------------------------- | ---------- |
| 1st  | 1998年11月21日 | 戦後最大のビデオ                 | DXVL-5     |
| 1st  | 1998年11月21日 | 戦後最大のDVD                    | DXBL-4     |
| 2nd  | 1999年9月1日   | カチン!コチン!                   | DXVL-7     |
| 2nd  | 1999年9月1日   | カチン!コチン!                   | DXBL-5     |
| 3rd  | 2000年7月26日  | ブ                               | DXVL-8     |
| 3rd  | 2000年7月26日  | ブ                               | DXBL-6     |
| 4th  | 2000年12月6日  | BURITORA GOLDEN BEST VIDEO       | DXVL-9     |
| 4th  | 2000年12月6日  | BURITORA GOLDEN BEST             | DXBL-7     |
| 5th  | 2012年11月7日  | ブリトラ大復活祭2012             | DQB-43     |
| 6th  | 2013年12月4日  | ブリトラ大コンサート2013         | DQB-51     |
| 7th  | 2015年6月27日  | ブリブリ祭り2015                 | FMD-01     |
| 8th  | 2016年9月21日  | ブリトラ超大復活祭2016           | PCBP-53151 |
| 9th  | 2018年9月19日  | ブリトラスーパーBEST祭り2018     | PCBP-53253 |
| 10th | 2019年11月6日  | ブリトラ埋蔵金スペシャル2019     | DQB-1637   |
| 11th | 2022年11月2日  | ブリトラファイナルハーモニー2022 | DQB-74     |

- 4作目まではビデオクリップ集、再結成後の5作目以降はライブビデオ。
- 4作目まではVHSで販売されたが、2006年1月21日にDVDで再発売されている。
  - 再発売時に一部タイトルが変更された。
  - 販売元は同じダイプロ・エックス。
- 5作目以降はDVDのみ。
- 7作目はオフィシャルサイト通販やライブ会場のみの限定販売

### 出演・協力
- 笑う女（1998年4月1日発売、嘉門達夫）
  - 残尿感（コーラスで参加）
- 貧乳（1999年12月16日発売）
  - 貧乳（アベちゃん with ブリトラ。後にブリーフ&トランクスが発表した「ペチャパイ」は本楽曲の歌詞違いのセルフカバー）
作詞・作曲：伊藤多賀之、編曲：大串昇平

### その他
- 非売品・CD等未収録曲
  - ブリトラマン - TOKYO FM "Afternoon Breeze Friday Hit Parade"の視聴者プレゼントCD
    - ブリトラマンのテーマ
    - 青のり〜ブリトラマンスペシャル〜
    - はるなつあきふゆ（小田静枝ソロ）
    - サヨナラのうた

  - LOVE（ブリーフ&トランクスorノーパン〈山中崇史〉ミリオンナイツ内）
  - そば屋さん（ブリーフ&トランクスorノーパン〈山中崇史〉ミリオンナイツ内）
  - 矢部マツコありがとうの歌（2016年2月25日に放送したアウト×デラックス内で披露。伊藤がソロ活動時代に制作した「ムンクの叫び声」の替え歌）
- 特典ディスク - オフィシャルサイト通販で購入すると貰える（貰えた）ディスク
  - 欲望のDVD - 5thビデオの特典DVD
  - 虎穴のDVD - 6thビデオの特典DVD
  - イトズンブレイク - 11thアルバム「ブリトラ埋蔵金」の特典DVD
  - おこぼれのDVD - 10thビデオの特典DVD
  - ふれあいのDVD - 12thアルバム「パペピプペロペロ」の特典DVD
  - 無修正DVD - 11thビデオのコンプリートセット（DVD+ライブCD+写真集）の特典DVD

### 書籍
いずれも監修。
- うたってハモれるギター本!ブリーフ&トランクス（2000年8月、ドレミ音楽出版）[18]
- ブリーフ&トランクスsongbook「BURITORA golden best」 : ギター弾き語り（2001年、シンコーミュージック）[19]

## ゲストキャラクター
ライブでは別人として以下のキャラクターが登場する。多くは伊藤多賀之ソロ時代に生み出されており、該当項目も参照。
- サイモンガー＆ファンクル - アメリカから来たというフォークシンガー2人組[20]。伊藤が尊敬するサイモン＆ガーファンクル楽曲のカバー楽曲を担当。トーク時は伊藤に似たサイモンガーが中学および高校英語教科書の例文を暗唱し、細根に似たファンクルが日本語通訳をする。
- コインロッカー＆コインロッカーズ - 伊藤によく似たロックギタリスト・コインロッカー率いるバンド。ハードロック編曲の楽曲を披露時に登場[20][21]。